# Tomasz Leszczyński (lekkoatleta)
Tomasz Leszczyński (ur. 7 października 1970) – polski lekkoatleta specjalizujący się w skoku o tyczce, medalista mistrzostw Polski.

## Życiorys
Był zawodnikiem Zawiszy Bydgoszcz.
Na mistrzostwach Polski seniorów wywalczył brązowy medal w skoku o tyczce w 1995. W tej samej konkurencji zdobył też trzy brązowe medale halowych mistrzostw Polski seniorów: w 1992, 1993 i 1995.
Rekord życiowy w skoku o tyczce: 5,20 (6.06.1992).